# Tunnel Josaphat
Pour les articles homonymes, voir Josaphat.
Le tunnel Josaphat est un tunnel ferroviaire bruxellois d'une longueur de 385 m. Il passe sous toute la longueur de l'avenue du Suffrage Universel. 

## Situation ferroviaire
C'est la ligne Infrabel à double voie 161 qui passe par ce tunnel. La vitesse dans le tunnel est limitée à 50 km/h.

## Histoire
Avant les années 1910, le chemin de fer de ceinture, la ligne de Bruxelles-Quartier-Léopold à Bruxelles-Nord et Schaerbeek, suivait un tracé différent, comportant de nombreux passages à niveau sur le territoire des communes de Saint-Josse et Schaerbeek. L'arrêté royal du 10 février 1902 décrète la création nouveau tracé sans passages à niveau. Cette nouvelle ligne est réalisée entre 1902 et les années 1910 en même temps que de larges avenues, dont les avenues Paul Deschanel et Voltaire établies sur l'ancien tracé du chemin de fer, et l'avenue Louis Bertrand.
Le premier projet ne prévoyait pas de tunnel à cet endroit ; sa création fut décidée en deux étapes :
- le conseil communal décida le 29 janvier 1913 de réaliser, aux frais de la commune, le voûtement de la tranchée du chemin de fer de ceinture entre la chaussée de Haecht et la rue Laude prolongée (actuelle avenue Ernest Renan) et la réalisation d'une rue (actuelle avenue du Suffrage Universel) au-dessus.
- le 1er avril 1914, la commune décida de faire de même pour la portion en direction de l'avenue Louis Bertrand.

L'actuel tracé du chemin de fer ainsi que de l'avenue Louis Bertrand sont visibles en pointillés sur une carte de Bruxelles datée de 1910. Plusieurs rues, ainsi que l'ancien tracé du chemin de fer, ont disparu lors de la réalisation de cet aménagement.

## Caractéristiques
L'avenue du suffrage universel suit intégralement le tracé de ce tunnel.
L'entrée nord du tunnel, en venant de la place Verboekhoven, passe sous la chaussée de Haecht et l'entrée sud sous l'avenue Louis Bertrand. L'entrée sud du tunnel se situe au niveau du mini-golf du parc Josaphat, parc qui lui a donné son nom. Le tunnel Josaphat est suivi du tunnel Deschanel puis du tunnel Schuman. L'ensemble de ces trois tunnels, d'une longueur totale de 1 903 m, permet à la ligne 161 de pénétrer dans Bruxelles par le nord-est de manière partiellement souterraine.

## Localisation des entrées
- Entrée nord : 50° 52′ 06″ N, 4° 22′ 53″ E
- Entrée sud : 50° 51′ 54″ N, 4° 22′ 55″ E